# Beecher City
Pour les articles homonymes, voir Beecher.
Beecher City est un village du comté d'Effingham dans l'Illinois, aux États-Unis,. Il est situé au nord-ouest du comté à proximité du comté de Shelby.

## Histoire
Le village est fondé en 1881 et incorporé le 11 mai 1895.

## Démographie
Lors du recensement de 2010, le village comptait une population de 463 habitants. Elle est estimée, en 2016, à 455 habitants.

## Source de la traduction
- (en) Cet article est partiellement ou en totalité issu de l’article de Wikipédia en anglais intitulé « Beecher City, Illinois » (voir la liste des auteurs).